# Birkenfeld (Württemberg)
Birkenfeld (Württemberg) este o comună din landul Baden-Württemberg, Germania.

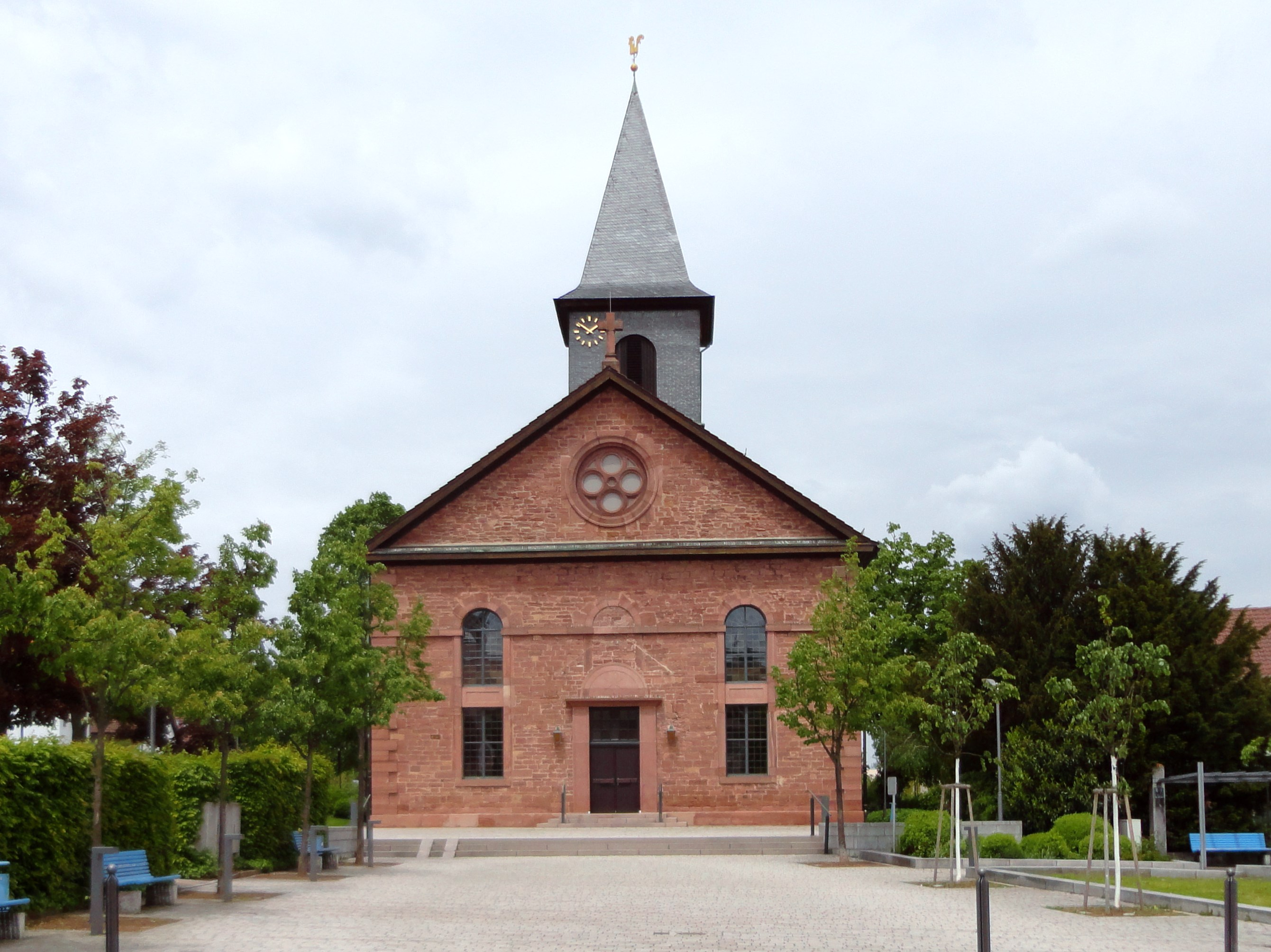
Evangelische Kirche in Birkenfeld

## Personalități marcante
- Harry Wörz, victima unei erori judiciare

1. ↑   http://www.statistik.baden-wuerttemberg.de/BevoelkGebiet/Bevoelkerung/01515020.tab?R=GS236004 Lipsește sau este vid: |title= (ajutor)
2. ↑  Alle politisch selbständigen Gemeinden mit ausgewählten Merkmalen am 31.12.2018 (4. Quartal) (în germană), Statistisches Bundesamt[*], arhivat din original la 10 martie 2019, accesat în 10 martie 2019
3. ↑  GeoNames